# Resultaten van de talentelling per gemeente
De talentelling was een onderdeel van de tienjaarlijkse volkstelling die in België werd gehouden vanaf 1846. Bedoeling van de telling was in het meertalige België na te gaan waar en door hoevelen welke taal en/of talen gesproken werden.
Omwille van de omvang van het artikel werden de resultaten per gemeente ondertussen ondergebracht in deelartikels, hieronder terug te vinden.

## Lijsten van resultaten van de talentelling per gemeente
- Resultaten van de talentelling per gemeente van de provincie Antwerpen
- Resultaten van de talentelling per gemeente van de provincie Brabant
- Resultaten van de talentelling per gemeente van de provincie Limburg
- Resultaten van de talentelling per gemeente van de provincie Oost-Vlaanderen
- Resultaten van de talentelling per gemeente van de provincie West-Vlaanderen
- Resultaten van de talentelling per gemeente van de provincie Henegouwen
- Resultaten van de talentelling per gemeente van de provincie Luik
- Resultaten van de talentelling per gemeente van de provincie Luxemburg
- Resultaten van de talentelling per gemeente van de provincie Namen
- Resultaten van de talentelling per gemeente van het Brussels Hoofdstedelijk Gewest
- Resultaten van de talentelling per faciliteitengemeente
- Resultaten van de talentelling in het Arelerland
- Resultaten van de talentelling in de Platdietse streek
- Resultaten van de talentelling per taalgrensgemeente